# Paracoccus claudus
Paracoccus claudus är en insektsart som beskrevs av De Lotto 1975. Paracoccus claudus ingår i släktet Paracoccus och familjen ullsköldlöss. Inga underarter finns listade i Catalogue of Life.